# نيكي جونز
نيكي بيتر جونز (بالإنجليزية: Nicky Jones)‏ من مواليد 16 يوليو 1996 ومعروف بي اسم نيكي جونس هو مؤدي صوت امريكي سابق وممثل وهو طفل معروف بي ادائه لدور تشاودر في مسلسل تشاودر.

## الحياة المهنية
معروف بانه مؤدي صوت تشاودر في النسخة الأصلية من مسلسل تشاودر، بدأ حياته المهنية في اوائل عام 2006 عندما كان في عمر التاسعة مع فيلم فيديو مباشر لي ديزني اسمه " بامبي 2 وادى دور فلور، في وقت مبكر من حياته المهنية لعب دور البطولة في مختلف الإعلانات التجارية ولعب ادوار ثانوية منها دور غامبول في الحلقة التجريبية من غامبول عام 2007 كما لعبة دور وجه الفطيرة في مسلسل in Dennis the Menace and Gnasher حتى عام 2010

## حياته الشخصية
يتمتع نيكي جونز برياضات مختلفة وهو من أشد المعجبين بفرق هيوستن تكساس ودالاس ستارز وهيوستن أستروس وهيوستن روكتس

## فيلموغرافيا

### أفلام
بامبي 2 (فيلم)- فلاور 2006

### تيلفزيون
ساترداي نايت لايف 2006
غامبول - غامبول واترسون (في الحلقة التجريبية) 2008
تشاودر - تشاودر 2007 - 2010
Dennis & Gnasher - وجه الفطيرة (الحلقة 25 ) 2009 - 2010
Cartoon Network 20th Anniversary 2012 - نفسه (نيكي جونز)

### ألعاب فيديو
FusionFall - تشاودر 2008
كرتون نتورك: ضربة وقت الإنفجار - تشاودر 2011

## الجوائز والترشيحات
- تم ترشيحه لي جائزة آني لي التمثيل الصوتي في الإنتاج التيلفزيوني في دور تشاودر عام 2010

## روابط خارجية
- نيكي جونز على موقع IMDb (الإنجليزية)
- نيكي جونز على موقع ميوزك برينز (الإنجليزية)
- نيكي جونز على موقع قاعدة بيانات الفيلم (الإنجليزية)